# Campañas antárticas de Argentina (1990 a 1999)
Las Campañas antárticas de Argentina (1990 a 1999) forman parte de las campañas que realiza Argentina en el continente blanco desde 1947.

## Campañas antárticas de verano

### Campaña 1989-1990
Participaron el rompehielos ARA Almirante Irizar y el ARA Francisco de Gurruchaga.
Se descubrieron fósiles de mamíferos ungulados en la isla Marambio.

### Campaña 1991-1992
Participaron el rompehielos ARA Almirante Irizar y los avisos ARA Francisco de Gurruchaga y ARA Comandante General Irigoyen. 
Se realizaron tareas de cartografía, topografía, geodesia, navegación terrestre, técnica polar, hidro-oceanográficas y observaciones meteorológicas, glaciológicas y de radiación solar. Se efectuaron diversas tareas en la zona del hundimiento del ARA Bahía Paraíso. 

### Campaña 1992-1993
Participaron el rompehielos ARA Almirante Irizar y los avisos ARA Francisco de Gurruchaga y ARA Comandante General Irigoyen. 
El aviso ARA Comandante General Irigoyen participó en el plan de contingencia antipolución de la base Palmer. Fue puesto en funcionamiento un espectrofotómetro Brewer y computadoras para la emisión diaria de datos desde la base Belgrano II a Buenos Aires.

### Campaña 1993-1994
Participaron el rompehielos ARA Almirante Irizar y el aviso ARA Francisco de Gurruchaga desde el 20 de noviembre de 1992 al 27 de marzo de 1993.
Fue extraído el combustible remanente del casco del transporte hundido ARA Bahía Paraíso. 

### Campaña 1994-1995
Participaron el rompehielos ARA Almirante Irizar, aviones de la Fuerza Aérea C-130 Hércules y helicópteros Puma.
Se realizó el rescate de una expedición polaca el 31 de diciembre de 1994. Se desarrollaron 50 programas científico-técnicos, tres programas técnico-logísticos y tres de apoyo a programas extranjeros, con la participación de 178 científicos y técnicos, entre ellos 14 no argentinos. 
El 20 de enero de 1994 fue inaugurado en la Base Jubany el laboratorio Dallmann argentino-alemán.

### Campaña 1995-1996
Participaron el rompehielos ARA Almirante Irizar, aviones C-130 Hercules, BH-6 y helicópteros B-212.
Intervinieron 176 científicos y técnicos en programas de recursos mineros, pesqueros, medio ambiente, energías no convencionales y logísticos. Una misión pastoral católica recorrió las bases Esperanza, Jubany y Marambio.
El primer observatorio polar argentino fue instalado en la Base Belgrano II (llamado José Luis Sersic). En la Base Decepción se instaló el primer observatorio vulcanológico de la Antártida. Cerca de la Base San Martín fue inaugurado el Refugio Ona. Científicos alemanes instalaron una central meteorológica autónoma en la Base San Martín.

### Campaña 1996-1997
Participaron el rompehielos ARA Almirante Irizar, el buque hidrográfico ARA Puerto Deseado, el aviso ARA Suboficial Castillo, aviones de la Fuerza Aérea, C-130 Hércules, Twin Otter DHC-6 y helicópteros B-212 y de la aviación de Ejército con helicópteros Super Puma.
La escuela ubicada en la Base Esperanza fue transferida a la jurisdicción de la Provincia de Tierra del Fuego, Antártida e Islas del Atlántico Sur y renombrado Escuela Nº 38 Presidente Julio A Roca. Una patrulla de reconocimiento de la Base Belgrano II buscó sin poder hallar la Base Sobral, perdida en el hielo.

### Campaña 1997-1998
Participaron el rompehielos ARA Almirante Irizar, aviones C-130 Hercules, Twin-Otter DHC-6 y helicópteros B-212, de la Fuerza Aérea, helicópteros Super Puma, de la aviación de Ejército, y helicópteros Sea King, de la aviación naval.
Se debió relevar de emergencia al personal de la Base Belgrano II, en donde permanecieron sólo 9 hombres. 

### Campaña 1998-1999
Participaron el rompehielos ARA Almirante Irizar, el buque hidrográfico ARA Puerto Deseado, aviones C-130 Hércules, Twin-Otter DHC-6, helicópteros B-212 (de la Fuerza Aérea) helicópteros Sea King de la aviación naval.
Se preparó en la Base Belgrano II la Expedición Técnica Científica del Ejército al Polo Sur año 2000, instalando depósitos en la zona de ex Base Sobral y cordillera Diamante.